# Anglofil

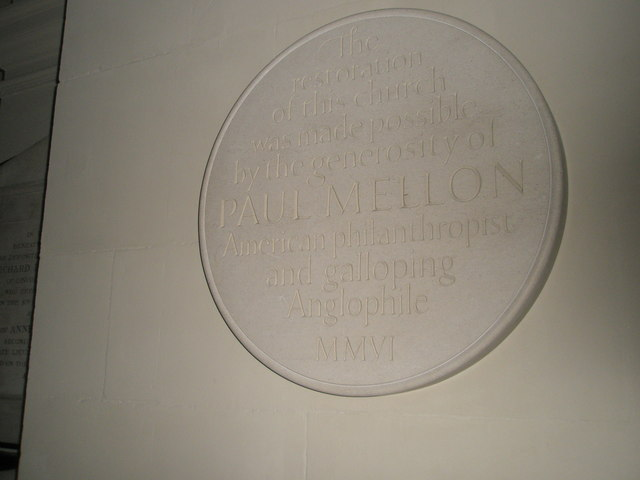
Placă dedicată lui Paul Mellon, anglofil cunoscut, în interiorul St George's, Bloomsbury.

Un anglofil (în original, Anglophile) este o persoană care admiră Anglia, englezii, realizările poporului englez și cultura sa.  Prin extensie, anglofilia este sentimentul împărtășit de un individ, un grup de oameni sau de diferiți oameni de pretutindeni de a admira Anglia și realizările de orice natură ale poporului englez. Antonimul conceptului este numit anglofob. Rădăcinile termenului reprezintă două cuvinte din două limbi moarte, Anglii din latină și φίλος - filos, prieten din greaca veche.
Cuvântul Anglophile a fost folosit prima dată într-o scriere în 1864 de Charles Dickens în All the Year Round, atunci când scriitorul englez descrie Revue des deux Mondes ca „o publicație avansată și oarecumva anglofilă."
Deși termenul de anglofil se referă strict la o anumită afinitate față de lucruri, oameni, locuri și realizări ale poporului Angliei, este uneori folosit incorect în sensul mai larg pentru atribuții similare referitoare la Insulele britanice, deși termenii de britofil respectiv britofilie ar fi mult mai corecți.